# قناة درر
قناة درر  أو قناة درر الشام قناة فضائية تهتم بشأن بلاد الشام، وهي قناة إسلامية عامة، تعالج مختلف القضايا من منطلقات شرعية علي منهج أهل السنة والجماعة، تواكب الأحداث وتعالج المشاكل المستشرفة . تبث على الاقمار النايلسات . ووهي مؤيدة للمعارضة السورية وضد نظام بشار الأسد .

## وصلات خارجية
- البث المباشر للقناة
- قناة درر  على فيسبوك.